# Витница (гмина)
Витница (пол. Witnica) — гмина (волость) в Польше, входит как административная единица в Гожувский повет, Любушское воеводство. Население — 13 034 человека (на 2004 год).

## Сельские округа
1. Бялч
2. Бялчик
3. Богушинец
4. Домброшин
5. Камень-Малы
6. Клопотово
7. Кшесничка
8. Мосина
9. Мосцице
10. Мосцички
11. Нове-Дзедушице
12. Новины-Вельке
13. Окша
14. Пыжаны
15. Сосны
16. Старе-Дзедушице
17. Сверкоцин

## Прочие поселения
1. Дзенчолки
2. Камень-Вельки
3. Тарнувек

## Соседние гмины
1. Гмина Богданец
2. Дембно
3. Костшин-над-Одрой
4. Гмина Кшешице
5. Гмина Любишин
6. Гмина Слоньск